# Giovanni Colonna (cardinale XIV secolo)
Giovanni Colonna (Roma, 1295 circa – Avignone, 3 luglio 1348) è stato un cardinale italiano della Chiesa cattolica, nominato da papa Giovanni XXII il 18 dicembre 1327.
Era figlio di Stefano Colonna il Vecchio e di Insula Calcedonio. Fratello di Giacomo, vescovo, era anche pronipote del cardinale Giacomo Colonna e nipote del cardinale Pietro Colonna.

## Biografia
Divenne canonico della cattedrale di Bayeux, in Francia e prevosto della cattedrale di Magonza, in Germania. Fu anche protonotario apostolico.
Fu nominato cardinale da papa Giovanni XXII nel concistoro del 18 dicembre 1327, con la diaconia di Sant'Angelo in Pescheria.
Partecipò al conclave del 1334, in cui venne eletto papa Benedetto XII e a quello del 1342 che vide eletto papa Clemente VI. Nello stesso anno 1342 fu nominato arciprete della basilica del Laterano.
Nel 1330, in seguito alla presa degli ordini minori, Francesco Petrarca entrò al servizio del cardinale come cappellano di famiglia.
Morì di peste il 3 luglio del 1348 ad Avignone.